# Kirchhosbach
Kirchhosbach ist ein Stadtteil von Waldkappel im nordhessischen Werra-Meißner-Kreis.

## Geographische Lage
Kirchhosbach liegt rund 3,5 km (Luftlinie) südöstlich von Waldkappel in den Ostausläufern des Stölzinger Gebirges. Durchflossen wird es vom Hosbach. Zu den Bergen der Umgebung gehört der etwa 2,2 km (Luftlinie) nordwestlich gelegene Mäuseberg (415,4 m ü. NN), auf dem ein Aussichtsturm steht, und zudem im Süden der nahe Alpstein (399 m ü. NN). Durch das auf 238 bis 254 m Höhe gelegene Dorf verläuft die Landesstraße 3459 (Stadthosbach–Kirchhosbach–Bischhausen).

## Geschichte

### Ortsgeschichte
Der erstmals im Jahr 1334 als „Kirchhoßpach“ erwähnte Ort liegt im Hosbachtal, einem Seitental der Wehre, die als linker Zufluss in die Werra mündet. In der Mitte des 17. Jahrhunderts war Kirchhosbach zweiherrig und gehörte nach der Veräußerung bemmelbergischer (boyneburgscher) Lehngüter den Herren der Boyneburg sowie den hessischen Landgrafen, die um 1806 vollständig in den Besitz des Dorfes gelangten. 
Die älteste bekannte schriftliche Erwähnung von Kirchhosbach erfolgte unter dem Namen Kirchhoßpach im Jahr 1408.
Ursprünglich war der Ort im Besitz der Herren von Boyneburg zu Bischhausen. 1650 kaufte die Landgrafschaft Hessen-Kassel die freiherrliche Hälfte des Orts. Als „Mengedorf“, in dem die Landgrafen von Hessen-Kassel und die Herren von Boyneburg Besitzungen hatten, gehörte der Ort ab 1654 zum Amt Bischhausen. Ab 1821 gehörte der Ort zum Kreis Eschwege.
Hessische Gebietsreform (1970–1977)
Im Zuge der Gebietsreform in Hessen wurde die bis dahin selbständige Gemeinde Kirchhosbach am 31. Dezember 1971 auf freiwilliger Basis in die Stadt Waldkappel eingemeindet. Für Kirchhosbach, sowie für alle ehemals eigenständigen Gemeinden von Waldkappel und die Kerngemeinde wurde je ein Ortsbezirk mit Ortsbeirat und Ortsvorsteher nach der Hessischen Gemeindeordnung gebildet.
Im Jahre 2009 wurde im Zuge der Dorferneuerung ein neues Dorfgemeinschaftshaus eröffnet.

### Verwaltungsgeschichte im Überblick
Die folgende Liste zeigt die Staaten und Verwaltungseinheiten, denen Kirchhosbach angehört(e):
- vor 1567: Heiliges Römisches Reich, Landgrafschaft Hessen, Gericht Boyneburg
- ab 1567: Heiliges Römisches Reich, Landgrafschaft Hessen-Kassel, Gericht Boyneburg
- ab 1650: Heiliges Römisches Reich, Landgrafschaft Hessen-Kassel, Amt Bischhausen
- ab 1806: Landgrafschaft Hessen-Kassel, Amt Bischhausen
- 1807–1813: Königreich Westphalen, Departement der Werra, Distrikt Eschwege, Kanton Bischhausen
- ab 1815: Kurfürstentum Hessen, Amt Bischhausen[6]
- ab 1821/22: Kurfürstentum Hessen, Provinz Niederhessen, Kreis Eschwege[7][Anm. 2]
- ab 1848: Kurfürstentum Hessen, Bezirk Eschwege
- ab 1851: Kurfürstentum Hessen, Provinz Niederhessen, Kreis Eschwege
- ab 1867: Norddeutscher Bund[Anm. 3], Königreich Preußen, Provinz Hessen-Nassau, Regierungsbezirk Kassel, Kreis Eschwege
- ab 1871: Deutsches Reich,  Königreich Preußen, Provinz Hessen-Nassau, Regierungsbezirk Kassel, Kreis Eschwege
- ab 1918: Deutsches Reich, Freistaat Preußen, Provinz Hessen-Nassau, Regierungsbezirk Kassel, Kreis Eschwege
- ab 1944: Deutsches Reich, Freistaat Preußen, Provinz Kurhessen, Landkreis Eschwege
- ab 1945: Amerikanische Besatzungszone, Groß-Hessen, Regierungsbezirk Kassel, Landkreis Eschwege
- ab 1946: Amerikanische Besatzungszone, Land Hessen, Regierungsbezirk Kassel, Landkreis Eschwege
- ab 1949: Bundesrepublik Deutschland, Land Hessen, Regierungsbezirk Kassel, Landkreis Eschwege
- ab 1972: Bundesrepublik Deutschland, Land Hessen, Regierungsbezirk Kassel, Landkreis Eschwege, Stadt Waldkappel[Anm. 4]
- ab 1974: Bundesrepublik Deutschland, Land Hessen, Regierungsbezirk Kassel, Werra-Meißner-Kreis, Stadt Waldkappel

## Bevölkerung

### Einwohnerstruktur 2011
Nach den Erhebungen des Zensus 2011 lebten am Stichtag dem 9. Mai 2011 in Kirchhosbach 156 Einwohner. Darunter waren keine Ausländer.
Nach dem Lebensalter waren 30 Einwohner unter 18 Jahren, 60 zwischen 18 und 49, 30 zwischen 50 und 64 und 36 Einwohner waren älter. Die Einwohner lebten in 60 Haushalten. Davon waren 15 Singlehaushalte, 12 Paare ohne Kinder und 24 Paare mit Kindern, sowie 9 Alleinerziehende und keine Wohngemeinschaften. In 15 Haushalten lebten ausschließlich Senioren und in 36 Haushaltungen lebten keine Senioren.

### Einwohnerzahlen
- 1585: 36 Hausgesesse[1]
- 1747: 42 Haushaltungen[1]

| Kirchhosbach: Einwohnerzahlen von 1834 bis 2015 | Kirchhosbach: Einwohnerzahlen von 1834 bis 2015 | Kirchhosbach: Einwohnerzahlen von 1834 bis 2015 | Kirchhosbach: Einwohnerzahlen von 1834 bis 2015 | Kirchhosbach: Einwohnerzahlen von 1834 bis 2015 |
| --- | ----------------------------------------------- | ----------------------------------------------- | ----------------------------------------------- | ----------------------------------------------- |
| Jahr |                                                 |                                                 |                                                 | Einwohner                                       |
| 1834 | 1834                                            |                                                 | 289                                             | 289                                             |
| 1840 | 1840                                            |                                                 | 295                                             | 295                                             |
| 1846 | 1846                                            |                                                 | 314                                             | 314                                             |
| 1852 | 1852                                            |                                                 | 325                                             | 325                                             |
| 1858 | 1858                                            |                                                 | 314                                             | 314                                             |
| 1864 | 1864                                            |                                                 | 284                                             | 284                                             |
| 1871 | 1871                                            |                                                 | 254                                             | 254                                             |
| 1875 | 1875                                            |                                                 | 267                                             | 267                                             |
| 1885 | 1885                                            |                                                 | 250                                             | 250                                             |
| 1895 | 1895                                            |                                                 | 231                                             | 231                                             |
| 1905 | 1905                                            |                                                 | 230                                             | 230                                             |
| 1910 | 1910                                            |                                                 | 225                                             | 225                                             |
| 1925 | 1925                                            |                                                 | 216                                             | 216                                             |
| 1939 | 1939                                            |                                                 | 231                                             | 231                                             |
| 1946 | 1946                                            |                                                 | 328                                             | 328                                             |
| 1950 | 1950                                            |                                                 | 318                                             | 318                                             |
| 1956 | 1956                                            |                                                 | 261                                             | 261                                             |
| 1961 | 1961                                            |                                                 | 230                                             | 230                                             |
| 1967 | 1967                                            |                                                 | 214                                             | 214                                             |
| 1980 | 1980                                            |                                                 | ?                                               | ?                                               |
| 1990 | 1990                                            |                                                 | ?                                               | ?                                               |
| 2000 | 2000                                            |                                                 | ?                                               | ?                                               |
| 2011 | 2011                                            |                                                 | 156                                             | 156                                             |
| 2015 | 2015                                            |                                                 | 154                                             | 154                                             |
| Datenquelle: Historisches Gemeindeverzeichnis für Hessen: Die Bevölkerung der Gemeinden 1834 bis 1967. Wiesbaden: Hessisches Statistisches Landesamt, 1968. Weitere Quellen: LAGIS; Stadt Waldkappel; Zensus 2011 |                                                 |                                                 |                                                 |                                                 |

### Historische Religionszugehörigkeit
| • 1885: | 250 evangelische (= 100 %) Einwohner                             |
| • 1961: | 222 evangelische (= 96,02 %), 6 katholische (= 2,61 %) Einwohner |

## Kirche

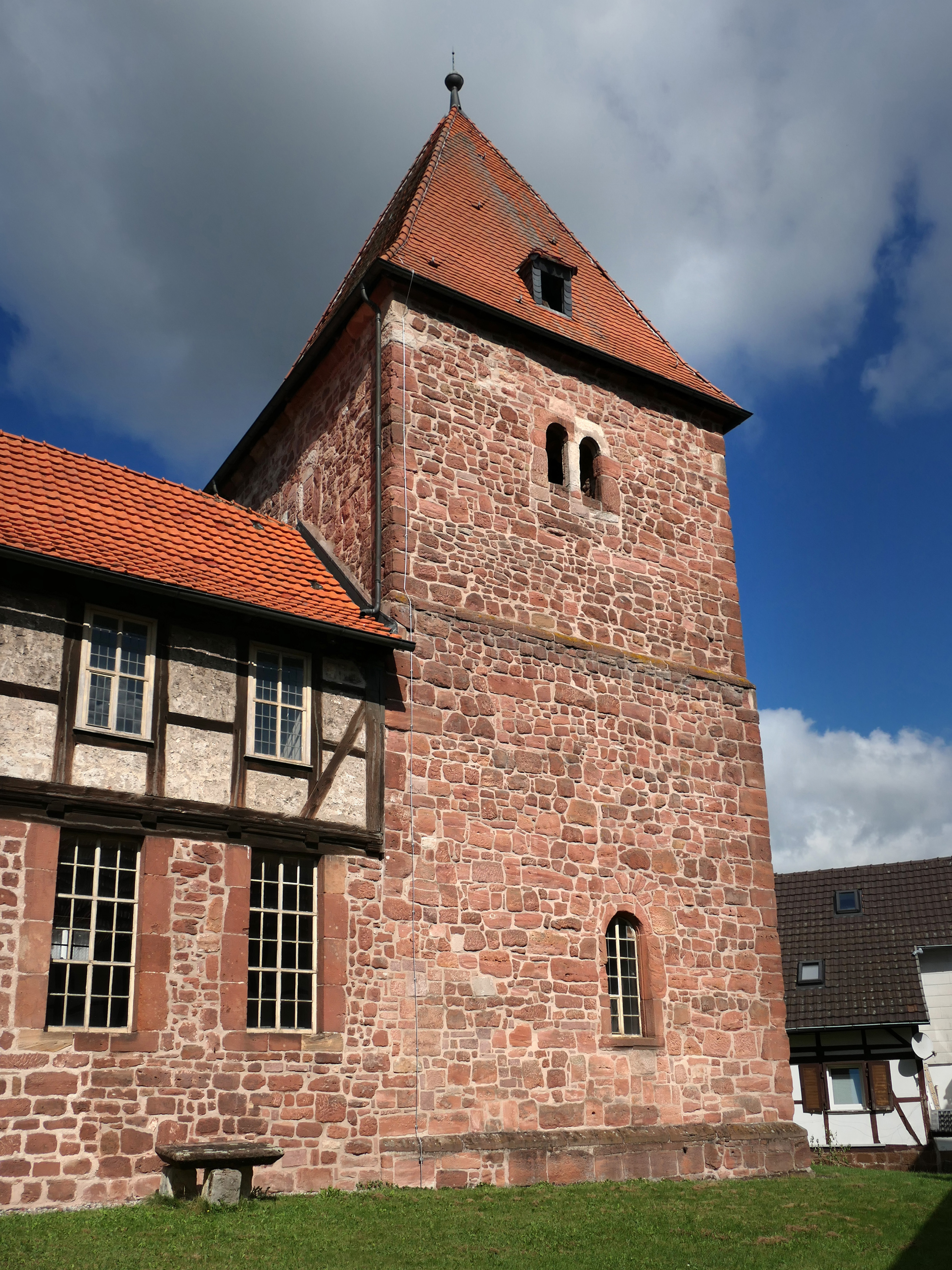
Der im Kern romanische Chorturm

Die Evangelische Kirche wurde im 11. Jahrhundert ursprünglich als Wehrkirche mit massivem Mauerwerk errichtet. Durch das im Jahr 1661 aufgestockte Fachwerkobergeschoss entstand im Inneren ein hoher Kastenraum, in dem zweistöckige Emporen eingefügt werden konnten. Deren Brüstungen haben Kassettenfüllungen und als dekorativen Abschluss einen durchlaufenden Klötzchenfries. Zu den besonders bemerkenswerten Ausstattungsstücken gehören die Holzkanzel aus dem Jahr 1601 mit Bildnissen der vier Evangelisten Matthäus, Markus Lukas und Johannes sowie die im Jahr 1841 erbaute Orgel. Wegen ihrer geschichtlichen, künstlerischen und städtebaulichen Bedeutung steht die Kirche als Kulturdenkmal unter Schutz. Im Denkmalverzeichnis des Landes Hessen hat sie die Nummer 38885.